# Veritas Eläkevakuutus
Veritas Eläkevakuutus (français : compagnie d'assurance retraite Veritas) est une société d'assurance retraite finlandaise et l'une des plus anciennes sociétés d'assurance encore en activité en Finlande.

## Présentation
Veritas compte environ 7 000 entreprises clientes qui emploient environ 53 500 salariés. 
Veritas compte environ 10 700 entrepreneurs parmi ses clients. 
En décembre 2016 Veritas versait des pensions à environ 30 351 retraités.
En 2019 Veritas et Pensions-Alandia ont fusionné. 

## Actionnaires
Au 31 décembre 2019, les 8 plus grands actionnaires de Veritas étaient:
| # | Actionnaire                         | %       |
| - | ----------------------------------- | ------- |
| 1 | Stiftelsen för Åbo Akademi (fi)     | 19,84 % |
| 2 | Stiftelsen Eschnerska Frilasarettet | 19,59 % |
| 3 | SLS                                 | 12,94 % |
| 4 | Konstsamfundet                      | 10,51 % |
| 5 | Försäkringsaktiebolaget Alandia     | 10,05 % |
| 6 | Folkhälsan (fi)                     | 9,95 %  |
| 7 | Svenska folkskolans vänner (fi)     | 7,88 %  |
| 8 | Signe och Ane Gyllenbergs stiftelse | 7,19 %  |